# Чепелівка
Чепелі́вка — село в Україні, у Красилівській міській громаді Хмельницького району Хмельницької області. Населення становить 1061 особу.

## Історія
Станом на 1886 рік в колишньому власницькому селі Красилівської волості Старокостянтинівського повіту Волинської губернії, мешкало 779 осіб, налічувалось 113 дворових господарств, існували православна церква, постоялий будинок і винокурний завод.
За переписом 1897 року кількість мешканців зросла до 1025 осіб (487 чоловічої статі та 538 — жіночої), з яких 1007 — православної віри.
В селі існує Чепелівська загальноосвітня школа І-ІІІ ступенів імені Петра Шемчука.
Колишній орган місцевого самоврядування — Чепелівська сільська рада.

## Галерея

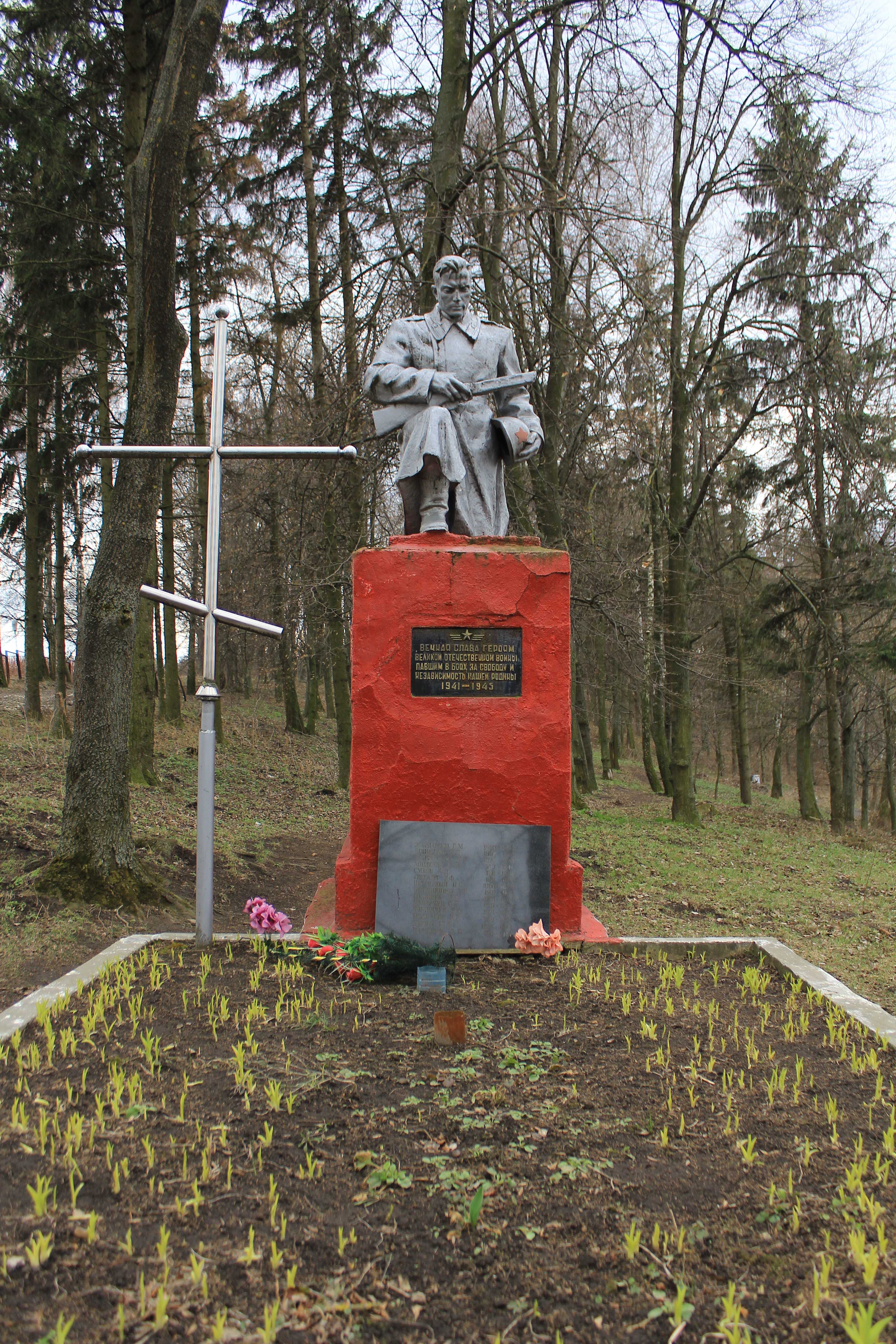
Братська могила радянських воїнів
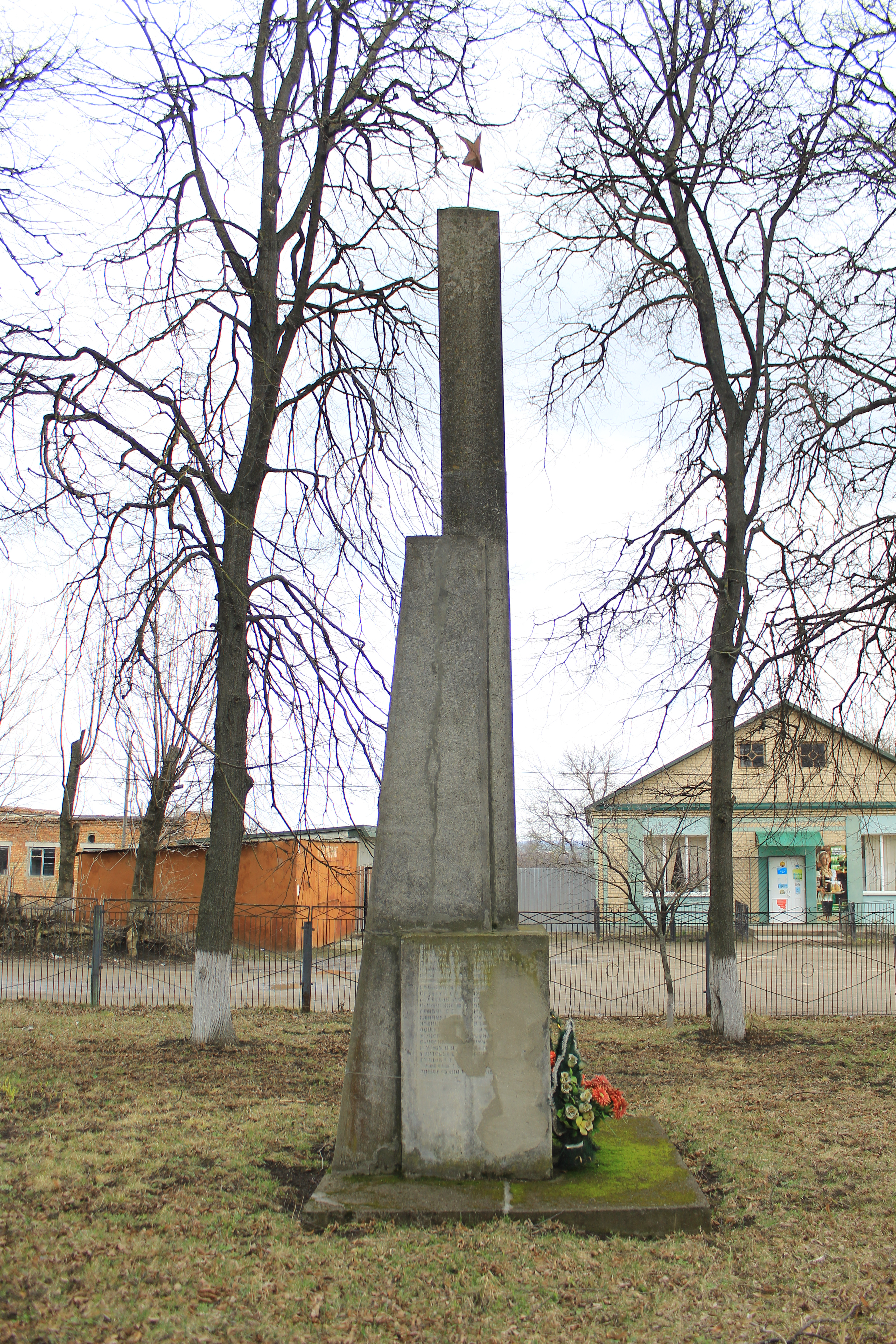
Пам'ятний знак на честь воїнів-односельчан

## Постаті
В Чепелівці народився Шемчук Петро Михайлович — старший лейтенант Збройних сил України, учасник російсько-української війни.